# Благодійне товариство видання загальнокорисних і дешевих книг
Благодійне товариство видання загальнокорисних і дешевих книг — видавниче товариство, засноване 1898 р. у Санкт-Петербурзі з ініціативи генерала Миколи Федоровського.
У його статуті сформульовано призначення товариства: прийти на допомогу релігійно-моральному й економічному зростанню малоросійського народу. З часу заснування його очолювали: Данило Мордовець, Олександр Русов, Петро Стебницький, Григорій Голоскевич. Одна з засновниць — Бразоль-Леонтьєва Юлія Миколаївна. Щорічно видавало 6-8 брошур, за 20 років існування видало 80 брошур загальним накладом понад 1 млн примірників.

## Статутні засади діяльності видавництва
Товариство розпочинало свою діяльність у складі близько 200 дійсних членів. Однак згідно зі статутом кількість членів була необмеженою. Ними могли стати повнолітні особи будь-якої статі. Винятком є особи, які на момент вступу до товариства навчаються у навчальних закладах, перебувають на військовій службі, а також ті особи, які обмежені у своїх правах судом.
Члени товариства поділялися на дійсних, членів-співробітників та почесних. Будь-яке членство затверджувалося на Загальних зборах унаслідок обрання їх Правлінням. Почесними членами могли бути обрані ті особи, які зробили значний матеріальний внесок на користь Товариства або надали інші вагомі послуги. Від матеріальних внесків звільнялися лише члени-співробітники, оскільки вони працювали на благо видавництва.
Дійсними членами вважалися особи, які вносили до каси Товариства щорічно не менше трьох рублів. Разовий внесок не може бути меншим за десять річних внесків дійсного члена.
Матеріальні кошти Товариства складаються:
- з разових та щорічних членських внесків;
- зі збору з влаштованих Товариством з відповідним дозволом і дотриманням правил, встановлених з цього приводу чинними законами та спеціальними адміністративними розпорядженнями, − вистав, концертів, публічних читань, базарів, танцювальних вечорі тощо2.

Члени, які не сплатили впродовж року членського внеску, вибувають зі складу Товариства зі збереженням права знову вступити до нього на загальних підставах.
Також зазначалося, що всі кошти, які надходять до товариства, використовуються на поточні витрати. Отже, статут не визначає сфери використання членських внесків, а тому вони могли використовуватися не тільки на видавничу діяльність, але будь-яку, що сприяла би культурному розвитку українського народу.
Щодо зберігання коштів встановлювалися суворі правила. Задля надійного зберігання й запобігання нераціонального або такого, що не стосується діяльності товариства, використання грошей казначею дозволялося при собі зберігати не більше, ніж 200 рублів. Загальна сума мала зберігатися в одному, з визначених постановою Правління банків.
Керівництво справами Товариства лежить на Правлінні Товариства та Загальних Зборах його членів. Усіма справами організації керу Правління, яке перебуває у Санкт-Петербурзі. Воно складається з дванадцяти членів, що обираються Загальними Зборами на три роки. Щорічно зі складу правління вибували чотири члени, спочатку за жеребкуванням, а згодом із закінченням службового терміну. На їхні місця приходили нові члени. Обмеження у кількості строків перебування у складі Правління не встановлювалися. Таким чином, якщо Загальні Збори схвалювали діяльність члена протягом трьох років, він міг бути переобраним ще на три роки. Статутом були передбачені випадки, коли член Правління був довго відсутній або вибував з його складу раніше строку, на який був обраний. У такому разі Загальні Збори щороку обирали трьох кандидатів. Кандидат, який вступив до складу Правління, залишається в ньому до кінця того строку, на який був обраний той, що вибув.
Щорічно переобиралися голова, заступник голови, скарбничий та секретар. Ці чотири посади вважалися ключовими для максимально ефективної організації роботи Товариства. Посадові обов'язки кожного з них також прописувалися у статуті2. Так, наприклад, секретар ніс відповідальність за усю кореспонденцію, складав протоколи засідань Правління і Загальних Зборів, складав річний звіт про діяльність Товариства. А скарбничий приймав усі грошові внески, що надходили до видавництва, прибутки, за розпорядженням Правління здійснює всі грошові операції, веде витратні книги, а також складає звіти про грошові та матеріальні витрати й прибутки.
Окрім того, статутом передбачалася можливість створення складу своїх видань для безкоштовної видачі або продажу. У такому разі відповідальність за організацію складу в Петербурзі чи, з дозволу місцевої влади, у будь-якому іншому місті Росії, несе член товариства, спеціально призначений Правлінням.
Згідно зі статутом, Правління збиралося не рідше, ніж один раз на місяць, чого було достатньо для вирішення усіх нагальних питань. Позачергові збори могли відбутися у разі запрошення голови або за заявами не менше, ніж трьох членів Правління. Для чинності постанов, ухвалених Правлінням, обов'язковою була присутність голови або заступника та не менше, як шість його членів.
Згідно зі статутом органом, який визначав видавничі вектори діяльності Товариства було Правління. До його обов'язків входило:
- вибір творів та рукописів, пропонованих для видання Товариства за його ж рахунок;
- відкриття складів видань Товариства;
- контроль за веденням витратної книги;
- щомісячна ревізія коштів та іншого майна Товариства;
- скликання Загальних зборів;
- складання та представлення річного звіту про діяльність Товариства та внесення пропозицій на наступний рік;
- попередня розробка усіх справ, винесених на Загальні Збори3.

Рішення Правління постановлялися звичайною більшість голосів членів, присутніх на засіданні. У випадку рівної кількості голосів з двох сторін, вирішальним був голос голови Правління.
Члени Товариства могли заявляти письмово або в усній формі Правлінню власні думки про покращення або корисні нововведення у Товаристві. У разі відхилення Правлінням пропозиції надається право вимагати внесення цієї пропозиції на розгляд загальних Зборів з відповідним висновком Правління. Вимога ця обов'язково виконувалася.
Про місце, умови та тематику Загальних Зборів члени повідомлялися за два тижні. Про те ж саме повідомлялася і місцева поліція.
Серед основних питань, що вирішувалися на щорічних загальних зборах були такі:
- обрання почесних, дійсних та членів-співробітників; обрання членів Правління, кандидатів та трьох членів Ревізійної комісії;
- розгляд річного звіту Правління, кошторису на наступний рік і доповіді Ревізійної комісії;
- обговорення та вирішення питань, винесених правлінням;
- постанови про купівлю на користь Товариства нерухомого майна;
- затвердження інструкцій для Правління;
- розгляд питань про зміну статуту та закриття Товариства.

У статуті була викладена дуже вдала форма управління таким чисельним товариством. Так, для запобігання будь-яких корупційних дій, звання члена Правління та ревізійної комісії були несумісними. Організатори Товариства дбали також про його тривале існування, а тому намагалися усі зовнішні питання узгоджувати з місцевою поліцією. Наприклад, у примітках до § 26 вказано, що на Загальних зборах можуть обговорюватися лише такі питання та пропозиції, які стосуються сфери діяльності Товариства безпосередньо, і про які повідомлено начальника місцевої поліції.
Окрім чергових зборів могли також відбуватися екстрені, які скликалися Правлінням, за вимогою Ревізійної комісії чи письмовій заяві про те не менше, ніж 10 % членів Товариства. Для того, щоб збори могли відбутися, бути присутніми на них має понад 1/3 членів, що проживає у Санкт-Петербурзі. Для вирішення питань про зміну статуту, про закриття Товариства та обрання почесних членів обов'язковою була присутність на Зборах 2/3 усіх членів з Петербургу. Якщо збори не відбулися через відсутність достатньої для ухвалення рішень кількості учасників, то вони скликаються повторно не раніше, ніж за тиждень. Повторні збори вважаються чинними за будь-якої кількості членів, що беруть у них участь.

## Особливості добору авторських матеріалів та їх тематичний спектр
Тематика видань, які Благодійне товариство випускало під своєю маркою, була прописана у статуті. Цією програмою Товариство прагнуло задовольнити усі запити, які надходили до Правління і видрукувати брошури з тих тем, на які воно доконче потребувало україномовні видання. Цим не виключалася обробка інших тем − за вибором самих авторів. Товариство не зобов'язувало авторів виконувати обсяги та плани розробки, що вказувалися у переліку тем. Благодійне товариство намагалося усіляко заохочувати до співпраці авторів, тому пропонувало декілька тем поєднувати в одну, або навпаки − одна з розміщених у списку тем може стати змістом декількох майбутніх брошур.
Товариство намагалося охоплювати найширші інтереси українців, намагаючись не виходити за межі статуту. Основні тематичні групи та їхнє змістове навантаження були такими:
1. Природознавство (ця галузь охоплювала питання про космографію − сонце, зірки тощо; фізику − явища світла, звуку, тепло і холод; відомості про фізичну географію − будову і форму землі, її рух, атмосфера, клімат; мінерали та їх обробка − Кривий Ріг та його сучасна експлуатація; сіль кам'яна і її добування в Бахмутському регіоні, солеваріння на березі Чорного моря; експлуатація Донецького басейну кам'яного вугілля; у цій же групі розглядалися питання з біології, зокрема, пристосування тварин і рослин у боротьбі за існування, анатомія людини і тварин тощо). Насиченим інформаційно й цікавим за формою стало оповідання «Під землею» (М. Загірна), у якому автор розповідає про особливості видобутку кам'яного вугілля та умови праці на шахтах.
2. Географія політична і соціальна у зв'язку з етнографією (основні регіони, що розглядалися − Україна, Галичина, Буковина, Угорська русь; загальна географія Європейської та Азіатської Росії, Усурійського краю; культурно-історичні нариси різних народів та опис їхніх територій тощо). До цього розділу Товариство зазначає, що змістом культурно-історичних нарисів слугують: географічні умови життя народу, його психологія, звичаї, політичний устрій, культура й промисловість. Пропонується також расовий розподіл окремих народів, що більш зручно для яскравої характеристики і порівняння їх культурних та антропологічних особливостей. Одним з видань, яким представлена ця група є твір С. Русової «Серед виноградарів південної Франції», що був створений у співавторстві з Х. Вовком. У брошурі розповідається про такий регіон Франції як Прованс, про його природні умови, жителів тощо.
3. Історія і біографії (історія України, доісторичний період, південноруська курганографія; історія різних регіонів України; біографії великих діячів у зв'язку з історією їхнього народу чи епохи). Однією з брошур, якою представлена ця група, є твір Д. Дорошенка під назвою «На громадській роботі». У творі автор розкриває читачу життя, літературну й громадську роботу П. Куліша. За цією ж темою було випущено книжку професора М. Грушевського «Про старі час на Україні» − коротка історія українського народу, роботу О. Веретельника «Оповідання про Бука Караджича» − популярна біографія реформатора сербської школи і письменності.
4. Історія літератури (українські й зарубіжні народні поети та співці, галицький літературно-суспільний рух; ідеї поезії Шевченка тощо). У цій тематичній групі побачило світ таке видання О. Кониського, як «Ходимо за Ним». Це переклад О. Кониського відомого оповідання Г. Сенкевича під тією ж назвою. Зміст оповідання присвячено до події загибелі Ісуса Христа. Текст прикрашений дев'ятьма малюнками, одні з яких ілюструють останні дні життя Ісуса Христа, а інші відтворюють картини давньо-римського життя.
5. Право (державна влада і загальний державний устрій і правління в Росії; верховна влада царя, царські закони; органи центрального і місцевого управління; поступовий розвиток руського права; основні питання системи цивільного права; неповнолітні злочинці й виправні заклади для них тощо). Праця К. Квітки «Права щодо виборів» характеризує основи виборчого права у державах з парламентським устроєм. Це видання вийшло у двох книгах.
6. Ремесла (ковальське ремесло, токарне, гончарне, малярне, ткацьке; жіноче рукоділля і художні роботи тощо).
7. Техніка (парові машини, машини з обробки дерева і металів; виробництво паперу; обробка продуктів тваринництва, цукрове виробництво; машини для обробки землі і посіву тощо).
8. Економіка (роль капіталу в народному господарстві; капіталістичний устрій виробництва; оренда довгострокова й річна; роль транспорту в економічному житті; страхування, його форми й види; артілі сільськогосподарські й промислові тощо). У цій тематичній групі вийшла праця В. Василенка «Вжитки селянські по Полтавщині». Книжка була видана на кошти фонду О. Русова. У виданні йшлося про економічне становище населення Полтавської губернії (на основі статистичних даних). Сільське господарство (землеробство у різних народів; культури картоплі, кормового й цукрового буряка; пасовища та їх покращення; обробка окремих видів рослин − тютюну, коноплі, льону тощо).
9. Медицина і гігієна (фізіологія і гігієна харчування; інфекційні хвороби; фізичне виховання дітей, зокрема дівчаток, і гігієнічний догляд за ними; алкоголізм тощо). На замовлення Товариства було написано працю «У дитини головка болить − у матері серце» в авторстві Г. Задери. Автор дає практичні поради як доглядати за маленькими дітьми.
10. Ветеринарія (догляд за домашніми тваринами і правильне поводження з ними тощо). Зразком цієї тематичної групи стало видання Є. Чикаленка «Розмови про сільське хазяйство: худоба», що витримало декілька перевидань і було досить популярним серед сільського населення. Також працю Ф. Немоловського «Бджільництво» було перевидано тричі. Автор дає поради як доглядати за звичайною та рамковою пасікою.

## Робота Благодійного товариства над «Кобзарем»
Перше видання «Кобзаря» побачило світ у 1907 році під спільною маркою «Благодійного товариства видання дешевих та загальнокорисних книжок» і «Товариства ім. Т. Шевченка». До цього видання увійшли твори Кобзаря, що раніше видавалися лише у закордонних, а також нові, що ще не публікувалися у жодному з видань, і були віднайдені Доманицьким у архівах Департаменту Поліції.
«Товариство ім. Т. Шевченка», завдяки участі сенатора А. Марковича, отримало дозвіл від Головного Управління у справах друку на видання повного «Кобзаря» без скорочень. Проте можливості самостійно здійснити видання, у зв'язку з нестачею коштів, не мало. Для друку повного накладу потрібно було понад 5000 рублів одночасних витрат. Тому було прийнято рішення звернутися до «Благодійного товариства видання загальнокорисних і дешевих книг» з пропозицією здійснити це видання разом. Однак і Благодійне товариство виявилося невзмозі здійснити такий масштабний проект. Можливість почати підготовку «Кобзаря» до друку з'явилася лише завдяки фінансовій допомозі В. Симиренка, який на це видання позичив 1800 рублів. Робота над «Кобзарем» була прийнята на умовах, що обидва товариства приймають усі витрати з видання порівну і чистий прибуток від реалізації також ділять порівну.
У зв'язку з початком роботи над таким масштабним проектом було обрано від обох товариств редакційну комісію, до складу якої увійшли: С. Афанасьєв, Ф. Волкова, М. Дубяга, Я. Забіла, О. Лотоцький, О. Русов, П. Саладілова, П. Стебницький. А загальна редакція видання була доручена В. Доманицькому.
На початку XX століття активізувалися рухи й ініціативи видання Шевченкового «Кобзаря». Причин цього декілька. Попит на книжку зростав у зв'язку зі зростанням хвилі українського відродження, наближення перших великих Шевченкових ювілеїв (1911, 1914 років), а також те, що 1911 року, з 50-літтям від часу смерті Т. Шевченка, згідно з законами Російської імперії право літературної авторської власності закінчувалося, і поетичне надбання стане вільним добром кожного громадянина: кожен матиме право друкувати чи цілого «Кобзаря», чи частину його, не питаючи дозволу. І, можливо, друкуватиметься на підставі неперевірених, значно неповних редакцій тексту. Таким чином, поставала гостра потреба у виданні науково впорядкованого та вивіреного «Кобзаря».
В. Доманицький, хоча й був ще достатньо молодий для такої справи (24-25 років), добре розумівся у шевченкознавсті. Головною роботою В. Доманицького був перегляду усіх доступних автографів-рукописів Шевченка та тих копій з них, що мають яку-небудь вартість.
Оснивними джерелами стали 34 автографи письменника, відшукані у Шевченківському відділі Музею ім. В. В. Тарновського у Чернігові та матеріали, що зберігалися у В. П. Науменка − голови «Киевской старины». Серед них найбільше значення мали Шевченкові рукописні книжки − так звані «захалявні». В одній було оправлено все те, що він написав у засланні протягом 1847—1850 років. У другій − переписано 1858 року більшу частину того, що написано на засланні, одначе, із значними правками і змінами. Сюди ж увійшли, окрім трьох уривків поезій («Юродивий», «Мій Боже милий», «Чи не покинуть нам, небого») твори, написані письменником у період 1857—1860 років. Саме ці дві книжки стали базовою основою для 171 поезії з 215 надрукованих у «Кобзарі».
Матеріали цих книжок цінні тим, що допомогли встановити хронологію усіх творів Шевченка періоду 1843—1847 років (до арешту письменника).
Спочатку, за основу майбутнього видання було взято львівський «Кобзар» 1902 року. Проте, після дослідження зазначених джерел, було з'ясовано, що поезії «Ой у саду, у саду» та «Не журюсь я, а не спиться» не можуть належати авторству Шевченка. Натомість було додано, окрім другої половини «Івана Гуса», ще чотири поезії.
До уваги редактор брав переважно рукописні матеріали у найпізнішій редакції автора, якщо таких було декілька. У разі відсутності доступу до рукописних екземплярів Доманицький звіряв поезії з друкованими виданнями після 1840 року, які вийшли ще при житті Шевченка, або ж у яких подавалися поезії вперше.